# Hadrobunus
Genre
Hadrobunus est un genre d'opilions eupnois de la famille des Sclerosomatidae.

## Distribution
Les espèces de ce genre se rencontrent aux États-Unis et au Mexique.

## Liste des espèces
Selon World Catalogue of Opiliones (16/05/2021) :
- Hadrobunus davisi Goodnight & Goodnight, 1942
- Hadrobunus fusiformis Shultz, 2010
- Hadrobunus grandis (Say, 1821)
- Hadrobunus knighti Goodnight & Goodnight, 1942
- Hadrobunus maculosus (Wood, 1868)
- Hadrobunus nonsacculatus Shultz, 2012

## Publication originale
- Banks, 1900 : « New genera and species of American Phalangida. » Journal of the New York Entomological Society, vol. 8, p. 199–201 (texte intégral).